# Vandelsprövning
Vandelsprövning är en svensk förrättning avseende prövning av en persons "(goda) levnadssätt" eller "medborgerliga pålitlighet". För att klara en vandelsprövning skall man enligt tradition vara "arbetsam, anständig, nykter och i övrigt aktningsvärd".
Kontrollen sker genom att undersöka om personen till exempel förekommer i polisens belastnings- eller misstankeregister eller motsvarande nationellt register för allvarliga brott med anknytning till egendomsbrott eller andra brott i samband med ekonomisk verksamhet. God vandel för fastighetsmäklare och revisorer innebär att man är redbar och i övrigt lämplig för sitt yrke. Det allmänna redbarhetskravet anges ta sikte på sökandens allmänna hederlighet, pålitlighet och integritet, något som bl.a. innebär att det kan ställas krav i fråga om betalda skatter och avsaknad av krav från Kronofogdemyndigheten och i vissa fall att man inte varit försatt i konkurs.

## Yrken, befattningar, tillstånd m.m. med föregående vandelsprövning
- Svenskt medborgarskap
- Fastighetsmäklare
- Innehavare av alkohol- och serveringstillstånd
- Revisor
- Innehavare av taxiförarlegitimation
- Föreståndare för vårdhem reglerade av socialtjänstlagen
- Försäkringsförmedlare
- Så kallad upplagshavare enligt mervärdesskattelagen (1994:200)
- Trafiklärare
- Vissa funktionärer i järnvägsinfrastrukturägare
- Dito men i järnvägstrafikanordnare
- Styrelsens medlemmar inklusive suppleanter i museijärnvägsföreningar
- Innehav av vapentillstånd

## Förslag finns att utsträcka vandelsprövningen till[källabehövs]
- Låssmeder
- Entrévärdar
- Restaurangägare
- Läkare
- Ledamöter i stiftelser
- Arbetsgivare som vill anställa personer från länder utanför EU.

Tidöavtalet som ligger till grund för Sveriges regeringsbildning i oktober 2022 anger att staten ska utreda möjligheten att utvisa en utländsk medborgare på grund av bristande vandel. Med bristande vandel avses i detta avtal "förhållanden såsom bristande regelefterlevnad, association med kriminell organisation, nätverk eller klan, prostitution, missbruk, deltagande i våldsbejakande eller extremistiska organisationer eller miljöer som hotar grundläggande svenska värden eller om det i övrigt föreligger otvetydigt konstaterade anmärkningar i fråga om levnadssättet".